# Tjeckien i olympiska sommarspelen 2008
Tjeckien i olympiska sommarspelen 2008 bestod av 134 idrottare som blivit uttagna av Tjeckiens olympiska kommitté.

## Badminton
- Huvudartikel: Badminton vid olympiska sommarspelen 2008

- Herrar

| Namn        | Gren   | 32-delsfinal | 16-delsfinal                    | 8-delsfinal      | Kvartsfinal      | Semifinal        | Final            | Final            |
| Namn        | Gren   | Resultat     | Resultat                        | Resultat         | Resultat         | Resultat         | Resultat         | Plats            |
| ----------- | ------ | ------------ | ------------------------------- | ---------------- | ---------------- | ---------------- | ---------------- | ---------------- |
| Petr Koukal | Singel |              | Smith (GBR) L 21-10 12-21 15-21 | Gick inte vidare | Gick inte vidare | Gick inte vidare | Gick inte vidare | Gick inte vidare |

- Damer

| Namn              | Gren   | 32-delsfinal              | 16-delsfinal               | 8-delsfinal      | Kvartsfinal      | Semifinal        | Final            | Final            |
| Namn              | Gren   | Resultat                  | Resultat                   | Resultat         | Resultat         | Resultat         | Resultat         | Plats            |
| ----------------- | ------ | ------------------------- | -------------------------- | ---------------- | ---------------- | ---------------- | ---------------- | ---------------- |
| Kristina Ludíková | Singel | Daniel (NGR) W 21-13 21-8 | Hallam (GBR) L 18-21 13-21 | Gick inte vidare | Gick inte vidare | Gick inte vidare | Gick inte vidare | Gick inte vidare |

## Basketboll
- Huvudartikel: Basketboll vid olympiska sommarspelen 2008
- Damer

| Lag         | V | F | PF  | PA  | PDiff | Poäng |
| ----------- | - | - | --- | --- | ----- | ----- |
| USA         | 5 | 0 | 491 | 276 | +215  | 10    |
| Kina        | 4 | 1 | 358 | 346 | +12   | 9     |
| Spanien     | 3 | 2 | 350 | 354 | -4    | 8     |
| Tjeckien    | 2 | 3 | 353 | 326 | +27   | 7     |
| Nya Zeeland | 1 | 4 | 320 | 423 | -103  | 6     |
| Mali        | 0 | 5 | 255 | 402 | -147  | 5     |

| 2008-08-09 |         |             |
| Tjeckien   | 57 – 97 | USA         |
| 2008-08-11 |         |             |
| Tjeckien   | 81 – 47 | Mali        |
| 2008-08-13 |         |             |
| Spanien    | 74 – 55 | Tjeckien    |
| 2008-08-15 |         |             |
| Tjeckien   | 90 – 59 | Nya Zeeland |
| 2008-08-17 |         |             |
| Kina       | 79 – 63 | Tjeckien    |

|  | Kvartsfinal | Kvartsfinal | Kvartsfinal |            |            | Semifinal | Semifinal | Semifinal |            |            | Final      | Final      | Final |
|  |             |             |             |            |            |           |           |           |            |            |            |            |       |
|  | A2          | Ryssland    | 84          |            |            |           |           |           |            |            |            |            |       |
|  | B3          | Spanien     | 65          |            |            |           |           |           |            |            |            |            |       |
|  | B3          | Spanien     | 65          |            | A2         | Ryssland  | 52        |           |            |            |            |            |       |
|  |             |             |             |            | A2         | Ryssland  | 52        |           |            |            |            |            |       |
|  |             | B1          | USA         | 67         |            |           |           |           |            |            |            |            |       |
|  | B1          | B1          | USA         | 67         | USA        | 104       |           |           |            |            |            |            |       |
|  | B1          |             |             |            | USA        | 104       |           |           |            |            |            |            |       |
|  | A4          | Sydkorea    | 60          |            |            |           |           |           |            |            |            |            |       |
|  |             |             |             |            |            |           |           |           |            |            | B1         | USA        | 118   |
|  |             |             | A1          | Australien | 107        |           |           |           |            |            |            |            |       |
|  | B2          | Kina        | 77          |            |            |           |           |           |            |            |            |            |       |
|  | A3          | Vitryssland | 62          |            |            |           |           |           |            |            |            |            |       |
|  | A3          | Vitryssland | 62          |            | B2         | Kina      | 56        |           | Bronsmatch | Bronsmatch | Bronsmatch | Bronsmatch |       |
|  |             |             |             |            | B2         | Kina      | 56        |           | Bronsmatch | Bronsmatch | Bronsmatch | Bronsmatch |       |
|  |             | A1          | Australien  | 90         |            |           |           |           |            |            |            |            |       |
|  | A1          | A1          | Australien  | 90         | Australien | 76        |           | A2        | Ryssland   | 94         |            |            |       |
|  | A1          |             |             |            | Australien | 76        |           | A2        | Ryssland   | 94         |            |            |       |
|  | B4          | Tjeckien    | 46          |            |            |           |           |           |            |            | B2         | Kina       | 81    |

## Bordtennis
- Huvudartikel: Bordtennis vid olympiska sommarspelen 2008
- Singel, herrar

| Idrottare   | Gren   | Grundomgång          | Omgång 1             | Omgång 2                | Omgång 3             | Omgång 4             | Kvartsfinal          | Semifinal            | Final                |
| Idrottare   | Gren   | Motståndare Resultat | Motståndare Resultat | Motståndare Resultat    | Motståndare Resultat | Motståndare Resultat | Motståndare Resultat | Motståndare Resultat | Motståndare Resultat |
| ----------- | ------ | -------------------- | -------------------- | ----------------------- | -------------------- | -------------------- | -------------------- | -------------------- | -------------------- |
| Petr Korbel | Singel |                      |                      | Błaszczyk (POL) L 2 - 4 | Gick inte vidare     | Gick inte vidare     | Gick inte vidare     | Gick inte vidare     | Gick inte vidare     |

- Singel, damer

| Idrottare     | Gren   | Grundomgång          | Omgång 1                | Omgång 2             | Omgång 3             | Omgång 4             | Kvartsfinal          | Semifinal            | Final                |
| Idrottare     | Gren   | Motståndare Resultat | Motståndare Resultat    | Motståndare Resultat | Motståndare Resultat | Motståndare Resultat | Motståndare Resultat | Motståndare Resultat | Motståndare Resultat |
| ------------- | ------ | -------------------- | ----------------------- | -------------------- | -------------------- | -------------------- | -------------------- | -------------------- | -------------------- |
| Dana Hadačová | Singel | Shaban (JOR) W 4 - 0 | Pavlovich (BLR) W 4 - 2 | Pota (HUN) L 3 - 4   | Gick inte vidare     | Gick inte vidare     | Gick inte vidare     | Gick inte vidare     | Gick inte vidare     |

## Brottning
- Huvudartikel: Brottning vid olympiska sommarspelen 2008

| Tävlande   | Gren                      | Kvalifikation        | 1/8 Final                                 | Kvartsfinal                             | Semifinal                 | Återkval 1                       | Återkval 2           | Final                |
| Tävlande   | Gren                      | Motståndare Resultat | Motståndare Resultat                      | Motståndare Resultat                    | Motståndare Resultat      | Motståndare Resultat             | Motståndare Resultat | Motståndare Resultat |
| ---------- | ------------------------- | -------------------- | ----------------------------------------- | --------------------------------------- | ------------------------- | -------------------------------- | -------------------- | -------------------- |
| Marek Švec | Grekisk-romersk, tungvikt |                      | Kaloyan Dinchev (BUL) 4 - 1, 1 - 3, 1 - 1 | Ramaz Nozadze (GEO) 1 - 1, 1 - 1, 2 - 1 | Aslanbek Chusjtov (RUS) F | Aset Mambetov (KAZ) 1 - 1, 0 - 6 | 3                    | 3                    |

## Bågskytte
- Huvudartikel: Bågskytte vid olympiska sommarspelen 2008

- Herrar

| Martin Bulíř | Singel | 629 | 56 | Ilario Di Buò (ITA) (9) L 100-111 | Gick inte vidare | Gick inte vidare | Gick inte vidare | Gick inte vidare | Gick inte vidare | Gick inte vidare |

- Damer

| Barbora Horáčková | Singel | 620 | 44 | Viktoriya Koval (UKR) (9) L 107-109 | Gick inte vidare | Gick inte vidare | Gick inte vidare | Gick inte vidare | Gick inte vidare | Gick inte vidare |

## Cykling
- Huvudartikel: Cykling vid olympiska sommarspelen 2008

### BMX
Herrar
| Cyklist       | Gren          | Seedning | Seedning  | Kvartsfinal | Kvartsfinal | Semifinal        | Semifinal        | Final            | Final            |
| Cyklist       | Gren          | Tid      | Placering | Poäng       | Placering   | Poäng            | Placering        | Tid              | Placering        |
| ------------- | ------------- | -------- | --------- | ----------- | ----------- | ---------------- | ---------------- | ---------------- | ---------------- |
| Michal Prokop | Herrarnas BMX | 36.689   | 20        | 18          | 6           | Gick inte vidare | Gick inte vidare | Gick inte vidare | Gick inte vidare |

Damer
| Jana Horáková | Damernas BMX | 38.077 | 8 | 16 | 5 | Gick inte vidare | Gick inte vidare | Gick inte vidare | Gick inte vidare |

Officiell olympisk cykling - Banschema

### Mountainbike
Herrar
| Cyklist          | Gren                  | Tid     | Placering |
| ---------------- | --------------------- | ------- | --------- |
| Jaroslav Kulhavý | Damernas mountainbike | 2:03:20 | 18        |

Damer
| Cyklist         | Gren                  | Tid | Placering |
| --------------- | --------------------- | --- | --------- |
| Tereza Huříková | Damernas mountainbike | DNF | -         |

Officiell olympisk cykling - Banschema

### Landsväg
Herrar
| Cyklist         | Gren                | Tid                | Placering |
| --------------- | ------------------- | ------------------ | --------- |
| Petr Benčík     | Herrarnas linjelopp | 6h 39' 42 (+15:53) | 75        |
| Roman Kreuziger | Herrarnas linjelopp | 6h 26' 35 (+2:46)  | 45        |

Officiell olympisk cykling - Banschema

### Bana
Förföljelse
| Cyklist        | Gren                 | Kvalificering | Kvalificering | 1:a omgången                | 1:a omgången | Final             | Final            |
| Cyklist        | Gren                 | Tid           | Placering     | Motståndarens tid           | Placering    | Motståndarens tid | Placering        |
| -------------- | -------------------- | ------------- | ------------- | --------------------------- | ------------ | ----------------- | ---------------- |
| Lada Kozlíková | Damernas förföljelse | 3:39.561      | 8 Q           | Wendy Houvenaghel (GBR) DNF | 8            | Gick inte vidare  | Gick inte vidare |

Sprint
| Cyklist                               | Gren                | Kvalificering        | Kvalificering | 1/16-final (Uppsamling)     | 1/8-final (Uppsamling)      | Kvartsfinal                 | Semifinal                   | Final                       | Final     |
| Cyklist                               | Gren                | Tid hastighet (km/h) | Placering     | Motståndarens tid hastighet | Motståndarens tid hastighet | Motståndarens tid hastighet | Motståndarens tid hastighet | Motståndarens tid hastighet | Placering |
| ------------------------------------- | ------------------- | -------------------- | ------------- | --------------------------- | --------------------------- | --------------------------- | --------------------------- | --------------------------- | --------- |
| Adam Ptáčník                          | Herrarnas sprint    | 10.569 68.123        | 19            | Gick inte vidare            | Gick inte vidare            | Gick inte vidare            | Gick inte vidare            | Gick inte vidare            | 19        |
| Tomáš Bábek Adam Ptáčník Denis Špička | Herrarnas lagsprint | 45.678 59.109        | 11            |                             |                             | Gick inte vidare            | Gick inte vidare            | Gick inte vidare            | 11        |

Keirin
| Cyklist      | Gren             | 1:a omgången | Uppsamling | 2:a omgången     | Final |
| Cyklist      | Gren             | Rank         | Rank       | Rank             | Rank  |
| ------------ | ---------------- | ------------ | ---------- | ---------------- | ----- |
| Denis Špička | Herrarnas keirin | 4 R          | 2          | Gick inte vidare | =13   |

Poänglopp
| Cyklist                      | Gren                | Total poäng      | Placering |
| ---------------------------- | ------------------- | ---------------- | --------- |
| Milan Kadlec                 | Herrarnas poänglopp | 22               | 9         |
| Lada Kozlíková               | Damernas poänglopp  | 2                | 13        |
| Milan Kadlec Alois Kaňkovský | Madison             | 3 (3 varv efter) | 13        |

Officiell olympisk cykling - Banschema

## Friidrott
- Huvudartikel: Friidrott vid olympiska sommarspelen 2008

Förkortningar
- Noteringar – Placeringarna avser endast löparens eget heat
- Q = Kvalificerad till nästa omgång
- q = Kvalificerade sig till nästa omgång som den snabbaste idrottaren eller, i fältgrenarna, via placering utan att uppnå kvalgränsen.
- NR = Nationellt rekord
- N/A = Omgången ingick inte i grenen
- Bye = Idrottaren behövde inte delta i denna omgång

Herrar
Bana och landsväg
| Idrottare        | Gren       | Heat     | Heat      | Kvartsfinal      | Kvartsfinal      | Semifinal        | Semifinal        | Final            | Final            |
| Idrottare        | Gren       | Resultat | Placering | Resultat         | Placering        | Resultat         | Placering        | Resultat         | Placering        |
| ---------------- | ---------- | -------- | --------- | ---------------- | ---------------- | ---------------- | ---------------- | ---------------- | ---------------- |
| Roman Bílek      | 50 km gång | i.u.     | i.u.      | i.u.             | i.u.             | i.u.             | i.u.             | 4:18:32          | 45               |
| Rudolf Götz      | 400 m      | 46.38    | 6         | i.u.             | i.u.             | Gick inte vidare | Gick inte vidare | Gick inte vidare | Gick inte vidare |
| Jakub Holuša     | 800 m      | 1:48.19  | 3         | i.u.             | i.u.             | Gick inte vidare | Gick inte vidare | Gick inte vidare | Gick inte vidare |
| Lukáš Milo       | 100 m      | 10.52    | 5         | Gick inte vidare | Gick inte vidare | Gick inte vidare | Gick inte vidare | Gick inte vidare | Gick inte vidare |
| Stanislav Sajdok | 110 m häck | 13.89    | 6         | Gick inte vidare | Gick inte vidare | Gick inte vidare | Gick inte vidare | Gick inte vidare | Gick inte vidare |
| Petr Svoboda     | 110 m häck | 13.43    | 3 Q       | 13.41            | 2 Q              | 13.60            | 7                | Gick inte vidare | Gick inte vidare |
| Jiří Vojtík      | 200 m      | 21.05    | 4         | Gick inte vidare | Gick inte vidare | Gick inte vidare | Gick inte vidare | Gick inte vidare | Gick inte vidare |

Fältgrenar
| Idrottare        | Gren           | Kval    | Kval      | Final            | Final            |
| Idrottare        | Gren           | Distans | Placering | Distans          | Placering        |
| ---------------- | -------------- | ------- | --------- | ---------------- | ---------------- |
| Jaroslav Bába    | Höjdhopp       | 2.29    | =1 Q      | 2.29             | 6                |
| Štěpán Janáček   | Stavhopp       | 5.30    | =17       | Gick inte vidare | Gick inte vidare |
| Tomáš Janků      | Höjdhopp       | 2.29    | =1 Q      | 2.29             | 7                |
| Jan Kudlička     | Stavhopp       | 5.65    | =7 q      | 5.45             | 10               |
| Jan Marcell      | Diskuskastning | 59.52   | 28        | Gick inte vidare | Gick inte vidare |
| Lukáš Melich     | Släggkastning  | 70.56   | 29        | Gick inte vidare | Gick inte vidare |
| Roman Novotný    | Längdhopp      | 7.94    | 12 q      | 8.00             | 8                |
| Petr Stehlík     | Kulstötning    | 19.41   | 28        | Gick inte vidare | Gick inte vidare |
| Vítězslav Veselý | Spjutkastning  | 81.20   | 5 q       | 76.76            | 12               |

Kombinerade grenar – Tiokamp
| Idrottare    | Gren     | 100 m | LJ   | SP    | HJ   | 400 m | 110H  | DT    | PV   | JT    | 1500 m  | Final | Placering |
| ------------ | -------- | ----- | ---- | ----- | ---- | ----- | ----- | ----- | ---- | ----- | ------- | ----- | --------- |
| Roman Šebrle | Resultat | 11.21 | 7.68 | 14.78 | 2.11 | 49.54 | 14.71 | 45.50 | 4.80 | 63.93 | 4:49.63 | 8241  | 6         |
| Roman Šebrle | Poäng    | 814   | 980  | 776   | 906  | 836   | 885   | 777   | 849  | 797   | 621     | 8241  | 6         |

Damer
Bana & landsväg
| Idrottare           | Gren       | Heat     | Heat      | Semifinal        | Semifinal        | Final            | Final            |
| Idrottare           | Gren       | Resultat | Placering | Resultat         | Placering        | Resultat         | Placering        |
| ------------------- | ---------- | -------- | --------- | ---------------- | ---------------- | ---------------- | ---------------- |
| Zuzana Hejnová      | 400 m häck | 55.91    | 3 Q       | 55.17            | 4 Q              | 54.97            | 7                |
| Zuzana Schindlerová | 20 km gång | i.u.     | i.u.      | i.u.             | i.u.             | 1:32.57          | 27               |
| Lucie Škrobáková    | 100 m häck | 13.18    | 6         | Gick inte vidare | Gick inte vidare | Gick inte vidare | Gick inte vidare |

Fältgrenar
| Idrottare         | Gren           | Kval  | Kval      | Final            | Final            |
| Idrottare         | Gren           | Längd | Placering | Längd            | Placering        |
| ----------------- | -------------- | ----- | --------- | ---------------- | ---------------- |
| Kateřina Baďurová | Stavhopp       | NM    | –         | Gick inte vidare | Gick inte vidare |
| Věra Cechlová     | Diskuskastning | 61.61 | 9 Q       | 61.75            | 5                |
| Romana Dubnová    | Höjdhopp       | 1.93  | =14 q     | 1.89             | 15               |
| Jarmila Klimešová | Spjutkastning  | 57.25 | 21        | Gick inte vidare | Gick inte vidare |
| Lenka Ledvinová   | Släggkastning  | 67.17 | 26        | Gick inte vidare | Gick inte vidare |
| Denisa Ščerbová   | Längdhopp      | 6.46  | 20        | Gick inte vidare | Gick inte vidare |
| Tresteg           | Triple jump    | NM    | –         | Gick inte vidare | Gick inte vidare |
| Barbora Špotáková | Spjutkastning  | 67.69 | 1 Q       | 71.42            | 1                |
| Iva Straková      | Höjdhopp       | 1.93  | 7 q       | 1.93             | 12               |

Kombinerade grenar – Sjukamp
| Mångkampare     | Gren     | 100H  | HJ   | SP  | 200 m | LJ | JT | 800 m | Final | Placering |
| --------------- | -------- | ----- | ---- | --- | ----- | -- | -- | ----- | ----- | --------- |
| Denisa Ščerbová | Resultat | 13.88 | 1.65 | DNS | –     | –  | –  | –     | DNF   | DNF       |
| Denisa Ščerbová | Poäng    | 995   | 795  | 0   | –     | –  | –  | –     | DNF   | DNF       |

## Gymnastik
- Huvudartikel: Gymnastik vid olympiska sommarspelen 2008

### Artistisk gymnastik
Herrar
| Gymnast        | Gren      | Kval    | Kval    | Kval    | Kval    | Kval    | Kval    | Kval   | Kval      | Final            | Final            | Final            | Final            | Final            | Final            | Final            | Final            |
| Gymnast        | Gren      | Redskap | Redskap | Redskap | Redskap | Redskap | Redskap | Totalt | Placering | Redskap          | Redskap          | Redskap          | Redskap          | Redskap          | Redskap          | Totalt           | Placering        |
| Gymnast        | Gren      | F       | PH      | R       | V       | PB      | HB      | Totalt | Placering | F                | PH               | R                | V                | PB               | HB               | Totalt           | Placering        |
| -------------- | --------- | ------- | ------- | ------- | ------- | ------- | ------- | ------ | --------- | ---------------- | ---------------- | ---------------- | ---------------- | ---------------- | ---------------- | ---------------- | ---------------- |
| Martin Konečný | Bygelhäst | i.u.    | 13.650  | i.u.    | i.u.    | i.u.    | i.u.    | 13.650 | 58        | Gick inte vidare | Gick inte vidare | Gick inte vidare | Gick inte vidare | Gick inte vidare | Gick inte vidare | Gick inte vidare | Gick inte vidare |
| Martin Konečný | Räck      | i.u.    | i.u.    | i.u.    | i.u.    | i.u.    | 13.125  | 13.125 | 73        | Gick inte vidare | Gick inte vidare | Gick inte vidare | Gick inte vidare | Gick inte vidare | Gick inte vidare | Gick inte vidare | Gick inte vidare |

Damer
| Gymnast           | Gren     | Kval    | Kval    | Kval    | Kval    | Kval   | Kval      | Final   | Final   | Final   | Final   | Final  | Final     |
| Gymnast           | Gren     | Redskap | Redskap | Redskap | Redskap | Totalt | Placering | Redskap | Redskap | Redskap | Redskap | Totalt | Placering |
| Gymnast           | Gren     | F       | V       | UB      | BB      | Totalt | Placering | F       | V       | UB      | BB      | Totalt | Placering |
| ----------------- | -------- | ------- | ------- | ------- | ------- | ------ | --------- | ------- | ------- | ------- | ------- | ------ | --------- |
| Kristýna Pálešová | Mångkamp | 13.300  | 14.325  | 15.100  | 15.075  | 57.800 | 26 Q      | 12.900  | 14.075  | 15.350  | 14.650  | 56.975 | 21        |

### Trampolin
| Gymnast      | Gren  | Kval  | Kval      | Final            | Final            |
| Gymnast      | Gren  | Poäng | Placering | Poäng            | Placering        |
| ------------ | ----- | ----- | --------- | ---------------- | ---------------- |
| Lenka Popkin | Damer | 57.60 | 15        | Gick inte vidare | Gick inte vidare |

## Judo
Herrar
| Idrottare      | Gren                    | Inledande omgång     | Sextondelsfinal            | Åttondelsfinal            | Kvartsfinal          | Semifinal            | Återkval 1           | Återkval 2           | Återkval 3           | Final / BM           | Final / BM       |
| Idrottare      | Gren                    | Motståndare Resultat | Motståndare Resultat       | Motståndare Resultat      | Motståndare Resultat | Motståndare Resultat | Motståndare Resultat | Motståndare Resultat | Motståndare Resultat | Motståndare Resultat | Placering        |
| -------------- | ----------------------- | -------------------- | -------------------------- | ------------------------- | -------------------- | -------------------- | -------------------- | -------------------- | -------------------- | -------------------- | ---------------- |
| Pavel Petříkov | Extra lättvikt (-60 kg) | BYE                  | Lourenço (BRA) W 0011–0000 | Sobirov (UZB) L 0000–0001 | Gick inte vidare     | Gick inte vidare     | Gick inte vidare     | Gick inte vidare     | Gick inte vidare     | Gick inte vidare     | Gick inte vidare |
| Jaromír Ježek  | Lättvikt (-73 kg)       | i.u.                 | Muminov (UZB) L 0001–1000  | Gick inte vidare          | Gick inte vidare     | Gick inte vidare     | Gick inte vidare     | Gick inte vidare     | Gick inte vidare     | Gick inte vidare     | Gick inte vidare |

## Kanotsport
Slalom
| Vavřinec Hradilek             | Herrarnas K-1 slalom | 85.61 | 8 | 86.41 | 10 | 172.02 | 7 Q | 88.97  | 11  | Gick inte vidare | Gick inte vidare | Gick inte vidare | Gick inte vidare |
| Stanislav Ježek               | Herrarnas C-1 slalom | 85.69 | 2 | 86.40 | 7  | 172.09 | 4 Q | 89.85  | 2 Q | 92.44            | 6                | 182.29           | 5                |
| Ondřej Štěpánek Jaroslav Volf | Herrarnas C-2 slalom | 93.78 | 2 | 97.16 | 4  | 190.94 | 4 Q | 95.33  | 3 Q | 97.56            | 3                | 192.89           | 2                |
| Štěpánka Hilgertová           | Damernas K-1 slalom  | 97.14 | 6 | 91.99 | 2  | 189.13 | 3 Q | 101.78 | 3 Q | 242.63           | 9                | 344.41           | 9                |

Sprint
| Kanotist                      | Gren               | Heat     | Heat      | Semifinal | Semifinal | Final    | Final     |
| Kanotist                      | Gren               | Tid      | Placering | Tid       | Placering | Tid      | Placering |
| ----------------------------- | ------------------ | -------- | --------- | --------- | --------- | -------- | --------- |
| Jana Bláhová Michala Mrůzková | Damernas K-2 500 m | 1:45.104 | 3 QF      | BYE       | BYE       | 1:44.870 | 8         |

## Konstsim
| Idrottare                       | Gren           | Teknisk rutin | Teknisk rutin | Fri rutin (inledande) | Fri rutin (inledande)  | Fri rutin (inledande) | Fri rutin (final) | Fri rutin (final)      | Fri rutin (final) |
| Idrottare                       | Gren           | Poäng         | Placering     | Poäng                 | Totalt (teknisk + fri) | Placering             | Placering         | Totalt (teknisk + fri) | Placering         |
| ------------------------------- | -------------- | ------------- | ------------- | --------------------- | ---------------------- | --------------------- | ----------------- | ---------------------- | ----------------- |
| Soňa Bernardová Alžběta Dufková | Damernas duett | 42.500        | 18            | 42.750                | 85.250                 | 18                    | Gick inte vidare  | Gick inte vidare       | Gick inte vidare  |

## Modern femkamp
| Idrottare        | Gren   | Skytte (10 meter luftpistol) | Skytte (10 meter luftpistol) | Skytte (10 meter luftpistol) | Fäktning (värja) | Fäktning (värja) | Fäktning (värja) | Simning (200 m frisim) | Simning (200 m frisim) | Simning (200 m frisim) | Ridsport (hästhoppning) | Ridsport (hästhoppning) | Ridsport (hästhoppning) | Löpning (3000 m) | Löpning (3000 m) | Löpning (3000 m) | Totalpoäng | Slutresultat |
| Idrottare        | Gren   | Poäng                        | Placering                    | MF-poäng                     | Resultat         | Placering        | MF-poäng         | Tid                    | Placering              | MF-poäng               | Straff                  | Placering               | MF-poäng                | Tid              | Placering        | MF-poäng         | Totalpoäng | Slutresultat |
| ---------------- | ------ | ---------------------------- | ---------------------------- | ---------------------------- | ---------------- | ---------------- | ---------------- | ---------------------- | ---------------------- | ---------------------- | ----------------------- | ----------------------- | ----------------------- | ---------------- | ---------------- | ---------------- | ---------- | ------------ |
| Michal Michalík  | Herrar | 188                          | 3                            | 1192                         | 16–19            | =21              | 784              | 2:08,37                | 24                     | 1260                   | 28                      | 1                       | 1172                    | 9:47,25          | 25               | 1052             | 5460       | 6            |
| David Svoboda    | Herrar | 191                          | 1                            | 1228                         | 24–11            | 3                | 976              | 2:05,40                | 17                     | 1296                   | 1016*                   | 32                      | 184                     | 9:24,35          | 7                | 1144             | 4828       | 29           |
| Lucie Grolichová | Damer  | 177                          | 21                           | 1060                         | 23–12            | 3                | 952              | 2:19,78                | 19                     | 1244                   | 140                     | 26                      | 1060                    | 11:06,47         | 28               | 1056             | 5372       | 16           |

* Fullföljde inte

## Ridsport

### Fälttävlan
| Ryttare        | Häst  | Gren                   | Dressyr | Dressyr   | Terräng    | Terräng    | Terräng    | Hoppning         | Hoppning         | Hoppning         | Hoppning         | Hoppning         | Hoppning         | Totalt           | Totalt           |
| Ryttare        | Häst  | Gren                   | Dressyr | Dressyr   | Terräng    | Terräng    | Terräng    | Kval             | Kval             | Kval             | Final            | Final            | Final            | Totalt           | Totalt           |
| Ryttare        | Häst  | Gren                   | Straff  | Placering | Straff     | Totalt     | Placering  | Straff           | Totalt           | Placering        | Straff           | Totalt           | Placering        | Straff           | Placering        |
| -------------- | ----- | ---------------------- | ------- | --------- | ---------- | ---------- | ---------- | ---------------- | ---------------- | ---------------- | ---------------- | ---------------- | ---------------- | ---------------- | ---------------- |
| Jaroslav Hatla | Karla | Individuell fälttävlan | 52,80   | 42        | Eliminerad | Eliminerad | Eliminerad | Gick inte vidare | Gick inte vidare | Gick inte vidare | Gick inte vidare | Gick inte vidare | Gick inte vidare | Gick inte vidare | Gick inte vidare |

## Rodd
Herrar
| Idrottare                                            | Gren              | Heat    | Heat      | Återkval | Återkval  | Kvartsfinal | Kvartsfinal | Semifinal | Semifinal | Final   | Final     | Final |
| Idrottare                                            | Gren              | Tid     | Placering | Tid      | Placering | Tid         | Placering   | Tid       | Placering | Tid     | Placering |       |
| ---------------------------------------------------- | ----------------- | ------- | --------- | -------- | --------- | ----------- | ----------- | --------- | --------- | ------- | --------- | ----- |
| Ondřej Synek                                         | Singelsculler     | 7:23,94 | 1 QF      | i.u.     | i.u.      | 6:50,23     | 1 SA/B      | 7:03,57   | 1 FA      | 7:00,63 | 2         |       |
| Václav Chalupa Jakub Makovička                       | Tvåa utan styrman | 6:52,50 | 3 SA/B    | BYE      | BYE       | i.u.        | i.u.        | 6:37,88   | 4 FB      | 6:52,57 | 8         |       |
| Milan Doleček Jakub Hanák David Jirka Petr Vitásek   | Scullerfyra       | 6:00,98 | 5 R       | 6:04,95  | 3 SA/B    | i.u.        | i.u.        | 5:56,38   | 4 FB      | 5:50,07 | 10        |       |
| Milan Bruncvík Jan Gruber Michal Horváth Karel Neffe | Fyra utan styrman | 6:10,36 | 4 R       | 5:58,69  | 1 SA/B    | i.u.        | i.u.        | 5:58,02   | 2 FA      | 6:16,56 | 5         |       |

Damer
| Idrottare                         | Gren          | Heat    | Heat      | Återkval | Återkval  | Kvartsfinal | Kvartsfinal | Semifinal | Semifinal | Final   | Final     | Final |
| Idrottare                         | Gren          | Tid     | Placering | Tid      | Placering | Tid         | Placering   | Tid       | Placering | Tid     | Placering |       |
| --------------------------------- | ------------- | ------- | --------- | -------- | --------- | ----------- | ----------- | --------- | --------- | ------- | --------- | ----- |
| Miroslava Knapková                | Singelsculler | 7:51,56 | 1 QF      | i.u.     | i.u.      | 7:30,33     | 1 SA/B      | 7:38,14   | 3 FA      | 7:35,52 | 5         |       |
| Jitka Antošová* Gabriela Vařeková | Dubbelsculler | 7:04,23 | 2 R       | 7:00,75  | 2 FA      | i.u.        | i.u.        | i.u.      | i.u.      | 7:25,09 | 6         |       |

## Segling
Herrar
| Seglare      | Gren  | Lopp | Lopp | Lopp | Lopp | Lopp | Lopp | Lopp | Lopp | Lopp | Lopp | Lopp | Summerad poäng | Finalplacering |
| Seglare      | Gren  | 1    | 2    | 3    | 4    | 5    | 6    | 7    | 8    | 9    | 10   | M*   | Summerad poäng | Finalplacering |
| ------------ | ----- | ---- | ---- | ---- | ---- | ---- | ---- | ---- | ---- | ---- | ---- | ---- | -------------- | -------------- |
| Martin Trčka | Laser | 29   | 36   | 38   | 13   | 29   | 19   | 26   | DNF  | 12   | CAN  | EL   | 202            | 31             |

M = Medaljlopp; EL = Eliminerad – gick inte vidare till medaljloppet;
Damer
| Seglare                       | Gren | Lopp | Lopp | Lopp | Lopp | Lopp | Lopp | Lopp | Lopp | Lopp | Lopp | Lopp | Summerad poäng | Finalplacering |
| Seglare                       | Gren | 1    | 2    | 3    | 4    | 5    | 6    | 7    | 8    | 9    | 10   | M*   | Summerad poäng | Finalplacering |
| ----------------------------- | ---- | ---- | ---- | ---- | ---- | ---- | ---- | ---- | ---- | ---- | ---- | ---- | -------------- | -------------- |
| Lenka Mrzílková Lenka Šmídová | 470  | 6    | 4    | 12   | 11   | 11   | 5    | 11   | 11   | 9    | 1    | 14   | 83             | 7              |

M = Medaljlopp; EL = Eliminerad – gick inte vidare till medaljloppet;
Öppen
| Seglare       | Gren      | Lopp | Lopp | Lopp | Lopp | Lopp | Lopp | Lopp | Lopp | Lopp | Lopp | Lopp | Summerad poäng | Finalplacering |
| Seglare       | Gren      | 1    | 2    | 3    | 4    | 5    | 6    | 7    | 8    | 9    | 10   | M*   | Summerad poäng | Finalplacering |
| ------------- | --------- | ---- | ---- | ---- | ---- | ---- | ---- | ---- | ---- | ---- | ---- | ---- | -------------- | -------------- |
| Michael Maier | Finnjolle | 15   | 14   | 22   | 25   | 21   | 23   | 19   | 23   | CAN  | CAN  | EL   | 137            | 25             |

M = Medaljlopp; EL = Eliminerad – gick inte vidare till medaljloppet;

## Simning
- Huvudartikel: Simning vid olympiska sommarspelen 2008

## Skytte
- Huvudartikel: Skytte vid olympiska sommarspelen 2008

## Tennis
Herrar
| Spelare                      | Gren       | Omgång 1                           | Omgång 2                                  | Åttondelsfinaler                                   | Kvartsfinaler     | Semifinaler       | Final / BM        | Final / BM       |
| Spelare                      | Gren       | Motståndare Poäng                  | Motståndare Poäng                         | Motståndare Poäng                                  | Motståndare Poäng | Motståndare Poäng | Motståndare Poäng | Placering        |
| ---------------------------- | ---------- | ---------------------------------- | ----------------------------------------- | -------------------------------------------------- | ----------------- | ----------------- | ----------------- | ---------------- |
| Tomáš Berdych                | Herrsingel | Yu Xy (CHN) W 6–1, 6–2             | Seppi (ITA) W 6–3, 7–6(7–4)               | Federer (SUI) L 3–6, 6–7(4–7)                      | Gick inte vidare  | Gick inte vidare  | Gick inte vidare  | Gick inte vidare |
| Ivo Minář                    | Herrsingel | Rochus (BEL) L 3–6, 6–3, 3–6       | Gick inte vidare                          | Gick inte vidare                                   | Gick inte vidare  | Gick inte vidare  | Gick inte vidare  | Gick inte vidare |
| Radek Štěpánek               | Herrsingel | Llodra (FRA) L 6–4, 6–7(5–7), 9–11 | Gick inte vidare                          | Gick inte vidare                                   | Gick inte vidare  | Gick inte vidare  | Gick inte vidare  | Gick inte vidare |
| Jiří Vaněk                   | Herrsingel | Youzhny (RUS) L 4–6, 1–6           | Gick inte vidare                          | Gick inte vidare                                   | Gick inte vidare  | Gick inte vidare  | Gick inte vidare  | Gick inte vidare |
| Tomáš Berdych Radek Štěpánek | Herrdubbel | i.u.                               | Melo / Sá (BRA) L 7–5, 2–6, 6–8           | Gick inte vidare                                   | Gick inte vidare  | Gick inte vidare  | Gick inte vidare  | Gick inte vidare |
| Martin Damm Pavel Vízner     | Herrdubbel | i.u.                               | Djokovic / Zimonjić (SRB) W 3–6, 6–0, 6–2 | Fyrstenberg / Matkowski (POL) L 6–1, 6–7(3–7), 5–7 | Gick inte vidare  | Gick inte vidare  | Gick inte vidare  | Gick inte vidare |

Damer
| Spelare                         | Gren      | Omgång 1                               | Omgång 2                                      | Åttondelsfinaler        | Kvartsfinaler     | Semifinaler       | Final / BM        | Final / BM       |
| Spelare                         | Gren      | Motståndare Poäng                      | Motståndare Poäng                             | Motståndare Poäng       | Motståndare Poäng | Motståndare Poäng | Motståndare Poäng | Placering        |
| ------------------------------- | --------- | -------------------------------------- | --------------------------------------------- | ----------------------- | ----------------- | ----------------- | ----------------- | ---------------- |
| Iveta Benešová                  | Damsingel | Mirza (IND) W 6–2, 2–1r                | V Williams (USA) L 1–6, 4–6                   | Gick inte vidare        | Gick inte vidare  | Gick inte vidare  | Gick inte vidare  | Gick inte vidare |
| Lucie Šafářová                  | Damsingel | Ani (EST) W 6–4, 6–2                   | Korjttseva (UKR) W 2–6, 6–1, 7–5              | Bammer (AUT) L 5–7, 4–6 | Gick inte vidare  | Gick inte vidare  | Gick inte vidare  | Gick inte vidare |
| Nicole Vaidišová                | Damsingel | Cornet (FRA) L 6–4, 1–6, 4–6           | Gick inte vidare                              | Gick inte vidare        | Gick inte vidare  | Gick inte vidare  | Gick inte vidare  | Gick inte vidare |
| Klára Zakopalová                | Damsingel | Llagostera Vives (ESP) L 6–2, 3–6, 5–7 | Gick inte vidare                              | Gick inte vidare        | Gick inte vidare  | Gick inte vidare  | Gick inte vidare  | Gick inte vidare |
| Iveta Benešová Nicole Vaidišová | Damdubbel | i.u.                                   | S Williams / V Williams (USA) L 6–4, 5–7, 1–6 | Gick inte vidare        | Gick inte vidare  | Gick inte vidare  | Gick inte vidare  | Gick inte vidare |
| Petra Kvitová Lucie Šafářová    | Damdubbel | i.u.                                   | Stosur / Stubbs (AUS) L 1–6, 0–6              | Gick inte vidare        | Gick inte vidare  | Gick inte vidare  | Gick inte vidare  | Gick inte vidare |

## Triathlon
| Triathlet        | Gren                | Simning (1,5 km) | Trans 1 | Cykling (40 km) | Trans 2         | Löpning (10 km) | Total tid       | Placering       |
| ---------------- | ------------------- | ---------------- | ------- | --------------- | --------------- | --------------- | --------------- | --------------- |
| Filip Ospalý     | Herrarnas triathlon | 18:17            | 0:30    | 58:56           | 0:29            | 32:41           | 1:50:53,69      | 20              |
| Vendula Frintová | Damernas triathlon  | 20:53            | 0:31    | 1:05:29         | 0:28            | 36:06           | 2:03:27,49      | 23              |
| Lenka Zemanová   | Damernas triathlon  | 20:00            | 0:28    | Fullföljde inte | Fullföljde inte | Fullföljde inte | Fullföljde inte | Fullföljde inte |

## Tyngdlyftning
- Huvudartikel: Tyngdlyftning vid olympiska sommarspelen 2008